# Смурфетта
Смурфетта (англ. Smurfette, фр. La Schtroumpfette) — персонаж, который имеет женский образ в мультсериалах, фильмах и комиксах из франшизы «Смурфы». 

## История
Первоначально Смурфетту создал Гаргамель, чтобы она всячески досаждала смурфам и причиняла им вред, и оставил её в лесу. Смурфы вскоре нашли Смурфетту и приняли её к себе в деревню. Гаргамель оставил ей зеркало, с помощью которого она смогла бы общаться с ним и получать его приказы. Смурфетта долгое время создавала проблемы смурфам, выполняя приказы Гаргамеля.
Главным её злодеянием стал срыв рычага, регулировавшего уровень воды в плотине, так как это вызвало затопление Смурфидола. Сама Смурфетта при этом чуть не утонула, однако была спасена смурфами.
После этих событий она рассказала Папе Смурфу об истории своего создания Гаргамелем, а также о целях этого создания. Смурфетта сожалела о своих действиях и желала отказаться от своих негативных качеств. По просьбе Смурфетты Папа Смурф полностью изменил ее характер и внешность. На момент истории Смурфетте 13 лет. 

## Характер и внешность
Смурфетта сначала была создана Гаргамелем грубой и злой и визуально соответствовала своему характеру. После изменений Папой Смурфом стала доброй, как остальные смурфы. Одновременно с этим был обновлен и образ. У Смурфетты длинные жёлтые волосы, белое платье с овальными элементами и обувь на каблуках.

## Отношения с другими персонажами
Смурфетта имеет тёплые взаимоотношения со всеми смурфами. Иногда она просит их быть более галантными. Некоторое время у неё жила Бабушка Смурф, так как у неё ещё не было своего дома. Бабушка Смурф всегда хотела делать всё по собственной инициативе, что служило причиной частых ссор, но после её переезда в собственный дом они помирились. Когда Смурфетта влюбилась в придуманного Дона Смурфа из книги, Хохмач начал тайно одеваться как Дон Смурфо, чтобы ей понравиться. Правду об этом Смурфетта узнала только тогда, когда спасла его при выполнении последнего из множества опасных заданий, на которые она его отправляла. Смурфетта была приятно удивлена тому, что Хохмач это cделал специально для неё.